# Żurom
Żurom, właściwie Andrzej Żuromski (ur. 30 lipca 1977 w Warszawie) – polski raper, producent muzyczny, przedsiębiorca, a także freak fighter. Właściciel wytwórni muzycznych Syndykat Dźwięku, Terror Muzik i Klasyk.

## Życiorys
Na jego debiutanckiej płycie Cały czas, wydanej w 2004 roku, znajdują się produkcje Szyhy, DJ-a 600V czy Reda, a także gościnnie Piha, Rudego MRW, Borixona, Łyskacza, V.E.T.O., Fu i Popka. Ostatnia płyta, Poszukiwany, czyli rap z celi i wolności, została wydana 6 czerwca 2008.
Poza działalnością raperską, Żurom zajmował się także wydawaniem albumów (m.in. dwóch części kompilacji Road to Hip Hop). Żurom próbował również swoich sił jako dziennikarz, publikując w magazynie Ślizg wywiady z innymi twórcami, w których poruszał temat ich tatuaży.
W kwietniu 2007 roku został aresztowany w Warszawie i spędził kilka miesięcy w areszcie w związku z podejrzeniem popełnienia przestępstwa handlu narkotykami na podstawie zeznań dilera narkotykowego. Proces Żuromskiego toczył się od stycznia 2008 roku. Kielecka prokuratura zarzuciła mu, że sprzedał przestępcom z Kielc około 10 kg marihuany i 3 kg amfetaminy. Sąd Rejonowy w Kielcach skazał Andrzeja „Żuroma” Żuromskiego nieprawomocnie na karę pięciu lat pozbawienia wolności za handel narkotykami. Dodatkowo nakazał zapłacić 50 tys. zł grzywny. W 2009 roku Sąd Apelacyjny w Krakowie, po złożonej apelacji przez Żuroma, zwrócił sprawę do ponownego rozpatrzenia przez sąd w Kielcach. Sąd Rejonowy w Kielcach po raz kolejny uznał Andrzeja Żuromskiego za winnego i w grudniu 2010 roku skazał go na trzy lata więzienia wyrokiem nieprawomocnym. Sąd orzekł wobec oskarżonego również grzywnę w wysokości 20 tys. zł oraz przepadek korzyści majątkowej, który osiągnął z popełnionego przestępstwa – 161 tys. zł. W ponownym procesie sąd uznał, że Andrzej Żuromski wprowadził do obrotu dwa kilogramy amfetaminy i dziesięć kilogramów marihuany.
W trzecim procesie karnym w lutym 2012 Sąd Okręgowy w Kielcach uchylił wyrok sądu rejonowego i skierował sprawę do ponownego rozpatrzenia. Z uwagi na swoje problemy z prawem powołał do życia akcję społeczną "Stop Pomówieniom", zmierzającą do zmian w prawie karnym w zakresie sankcjonowania pomówień. We wrześniu 2013 pod petycją w jego obronie podpisało się wielu polityków różnych opcji, a także artyści i sportowcy.
W trakcie odcinka programu Państwo w Państwie w telewizji Polsat w dniu 10 marca 2013 r. dokonał samopodpalenia dresu. W 2013 r. pełnił funkcję jednego z wiceprzewodniczących powstałej wówczas partii politycznej Przedsiębiorcy Rzeczypospolitej Polskiej.
27 października 2018 raper został zatrzymany przez Policję na Lotnisku im. Fryderyka Chopina w Warszawie w związku z zarzutami udziału w obrocie narkotykami i wymuszeniach rozbójniczych; był w grupie osób obciążonych przez przestępcę, który zdecydował się na współpracę z organami ścigania. W połowie grudnia wydano za nim list gończy po tym, jak nie stawił się do aresztu śledczego. Zgłosił się sam 22 stycznia 2019 r..

## Dyskografia
Albumy
| Rok  | Album                                                                              |
| ---- | ---------------------------------------------------------------------------------- |
| 2002 | A póki co... (EP) - Data: 2002 - Wydawca: Promil                                   |
| 2004 | Cały czas - Data: 21 czerwca 2004 - Wydawca: Syndykat Dźwięku                      |
| 2008 | Poszukiwany (rap z celi i wolności) - Data: 9 czerwca 2008 - Wydawca: Terror Muzik |

Inne
| Rok  | Utwór                                                                                     | Album                           | Źródło |
| ---- | ----------------------------------------------------------------------------------------- | ------------------------------- | ------ |
| 2003 | „Słyszysz...” (gościnnie: Żurom, Borixon)                                                 | 600°C – DJ 600V                 | [ 16 ] |
| 2009 | „List do bliskich” – Żurom                                                                | Road Rap Hit Vol.1 (kompilacja) | [ 17 ] |
| 2012 | „Nienawidzę raperów” (gościnnie: Żurom, DJ Feel-X, VNM, Warszafski Deszcz, Kaczor i inni) | Bóg jest miłością – Wini        | [ 18 ] |

## Walki freak show fight

### MMA
W kwietniu 2021 roku podpisał kontrakt na walki w formule mieszanych sztuk walki z federacją MMA-VIP, organizującą tzw. freak fighty. Debiut w oktagonie odbył 18 czerwca 2021 na gali MMA-VIP 2: Igrzyska Rozkminiaczy w Częstochowie. Przegrał w drugiej rundzie z Rafałem Podejmą, twórcą internetowym znanym pod pseudonimem „Antykonfident”. Żurom poddał się w drugiej rundzie po tym, jak jego rywal zaczął go dusić trójkątem rękoma. 
Drugi pojedynek stoczył 5 marca 2022 podczas gali MMA-VIP 4: Imperium Potępionych, która odbyła się w Górze Kalwarii. Przegrał przez ciężki nokaut w niespełna minutę z innym twórcą internetowym, Tomaszem Galewskim, znanym w internecie jako „Tomasz Chic”.

### Boks
W styczniu 2024 roku podpisał kontrakt z federacją Prime Show MMA na walkę rewanżową z Tomaszem Galewskim. Do bokserskiego pojedynku zawodników doszło podczas gali Prime 7, która odbyła się 13 stycznia w Koszalinie. Mimo znaczącej przewagi Galewskiego nad Żuromskim, w końcówce rundy pierwszej „Tomasz Chic” upadł w wyniku zerwania u niego więzadła w kolanie, przez co nie wyszedł do drugiej odsłony. Zwycięsko z walki wyszedł „Żurom” przez werdykt TKO (niezdolność do kontynuowania walki - kontuzja nogi).